# Dražen Boban
Dražen Boban (Imoschi, 1º settembre 1965) è un ex calciatore croato, di ruolo centrocampista.

## Biografia
Nato a Imoschi, anche suo fratello minore Zvonimir ha vestito le casacche di Hajduk Spalato e Dinamo Zagabria.